# On the Road Again (Rockets)
On The Road Again è il secondo album in studio del gruppo musicale francese Rockets, pubblicato nell'aprile 1978.
La title track è una cover dell'omonimo brano dei Canned Heat del 1968, che è però stata completamente riarrangiata ed estesa con una lunga parte strumentale. Il brano "Electro-Voice" si rifà a "The voice of energy" dei Kraftwerk. Questo album, dalle sonorità molto sperimentali e ricercate, si distingue anche per il fatto di includere più brani strumentali che brani cantati.

## Tracce
1. On The Road Again (cover dei Canned Heat) – 8:50 (Floyd Jones, Alan Wilson)
2. Cosmic Race – 4:15 (Gerard L'Her)
3. Venus Rapsody – 4:18 (Alain Maratrat)
4. Space Rock – 4:00 (Alain Maratrat, Christian Le Bartz, Gerard L'Her, Fabrice Quagliotti, Alain Groetzinger)
5. Astrolights – 6:10 (Alain Maratrat)
6. Electro - Voice – 2:48 (Alain Groetzinger)
7. Sci Fi Boogie – 4:40 (testo: Christian Le Bartz – musica: Christian Le Bartz, Gerard L'Her)
8. On The Road Again (bonus track; re-edit nel 2012)

## Formazione
- Christian Le Bartz – voce, vocoder, sintetizzatore (tracce 2,4)
- 'Little' Gérard L'Her – voce, basso, sintetizzatore (traccia 2)
- Alain Maratrat – chitarra, sintetizzatori (tracce 3,5), voce (traccia 4)
- Alain Groetzinger – batteria, percussioni
- Fabrice Quagliotti – tastiere, sintetizzatori